# Ichthyoxenus opisthopterygium
Ichthyoxenus opisthopterygium är en kräftdjursart som beskrevs av S. Ishii 1916. Ichthyoxenus opisthopterygium ingår i släktet Ichthyoxenus och familjen Cymothoidae. Inga underarter finns listade i Catalogue of Life.